# Deere-Clark Motor Car Company
Deere-Clark Motor Car Company war ein US-amerikanischer Hersteller von Automobilen. In der Literatur findet sich davon abweichend die Firmierung Deere-Clark Motor Company.

## Unternehmensgeschichte
William E. Clark hatte bereits in seiner Clark Manufacturing Company Erfahrungen im Automobilbau gesammelt. 1905 verband er sich mit dem Landtechnikhersteller John Deere, die Werkzeuge und Maschine von der aufgelösten Clarkmobile Company erwarben. Im Januar 1906 gründeten sie das Unternehmen in Moline in Illinois. Die Produktion von Automobilen begann. Der Markenname lautete im ersten Jahr Deere-Clark, danach nur noch Deere. 1907 entschloss sich John Deere, aus dem Gemeinschaftsunternehmen auszusteigen. Im September 1907 kam es zum Bankrott. Insgesamt entstanden 200 Fahrzeuge.
Das Unternehmen wurde unter neuer Leitung als Midland Motor Company reorganisiert.

## Fahrzeuge
Das einzige Modell war der 30 HP. Er hatte einen wassergekühlten Vierzylindermotor mit 30 PS Leistung und Kardanantrieb. Der Radstand betrug im ersten Jahr 254 cm. Ein fünfsitziger Tourenwagen mit seitlichem Einstieg und eine Limousine standen zur Wahl. Für dieses Jahr ist auch die Bezeichnung Type A überliefert.
1907 wurde das Fahrgestell auf 269 cm Radstand verlängert. Die Bezeichnung lautete nun Type B. Ein Type C und Gentleman’s Roadster genannter Roadster ergänzte die bisher angebotenen Aufbauten.

## Modellübersicht
| Jahr | Marke       | Modell | Zylinder | Leistung (PS) | Radstand (cm) | Aufbau                                                |
| ---- | ----------- | ------ | -------- | ------------- | ------------- | ----------------------------------------------------- |
| 1906 | Deere-Clark | 30 HP  | 4        | 30            | 254           | Tourenwagen 5-sitzig, Limousine                       |
| 1907 | Deere       | 30 HP  | 4        | 30            | 269           | Tourenwagen 5-sitzig, Gentleman’s Roadster, Limousine |